# Joey Logano
Joseph Thomas Logano (* 24. května 1990 Middletown) je profesionální americký automobilový závodník. Působí v americké závodní sérii NASCAR, kde od sezóny 2013 jezdí pro tým Penske s Fordem č. 22. Dříve jezdil pro tým Joe Gibbs Racing s Toyotou č. 20. Logano je šampionem nejprestižnější série NASCAR Cup Series z roku 2018. V roce 2008 získal první výhru v sérii Xfinity, a stal se tak držitelem rekordu nejmladšího jezdce, který kdy vyhrál v této kategorii závod, a to ve věku 18 let a 21 dní. V další sezóně se mu to samé povedlo v Cup Series ve věku 19 let a 35 dní. Joey je také vítězem nejprestižnějšího závodu NASCAR-Daytony 500 z roku 2015.